# Bradley (Derbyshire)
Pour les articles homonymes, voir Bradley.
Bradley est une paroisse civile et un village du Derbyshire, en Angleterre.